# Halec
Halec es un género extinto de peces prehistóricos de la superfamilia Halecoidea, del orden Alepisauriformes. Este género marino fue descrito científicamente por Agassiz en 1843.

## Especies
Clasificación del género Halec:
- † Halec Agassiz 1843
  - † Halec eupterygius (Dixon 1837)
  - † Halec sternbergi (Agassiz 1834)